# Ounianga Kébir
Ounianga Kébir of kort Ounianga is een woestijnstadje in Tsjaad in de noordelijke regio Borkou-Ennedi-Tibesti. De plaats ligt in de Sahara zandwoestijn. Het is de hoofdplaats van een subprefectuur in het departement Ennedi Ouest. De omgeving is gekend door de meren van Ounianga. De verspreid staande huizen liggen aan de west- en zuidoostkant van het Yoameer.
Ten zuiden van de plaats ligt Kébir Airport, op een hoogte van ruim 400 meter boven zeeniveau. De baan heeft een lengte van 1320 meter en ligt in de richting 04/22 (NO-ZW).
In de tweede helft van de 20e eeuw was de stad door zijn nabijheid van de Aouzoustrook meermaals onderwerp van schermutselingen tussen de Tsjadische strijdkrachten en Lybische aanvallers.

## Enkele meren van Ounianga Kébir

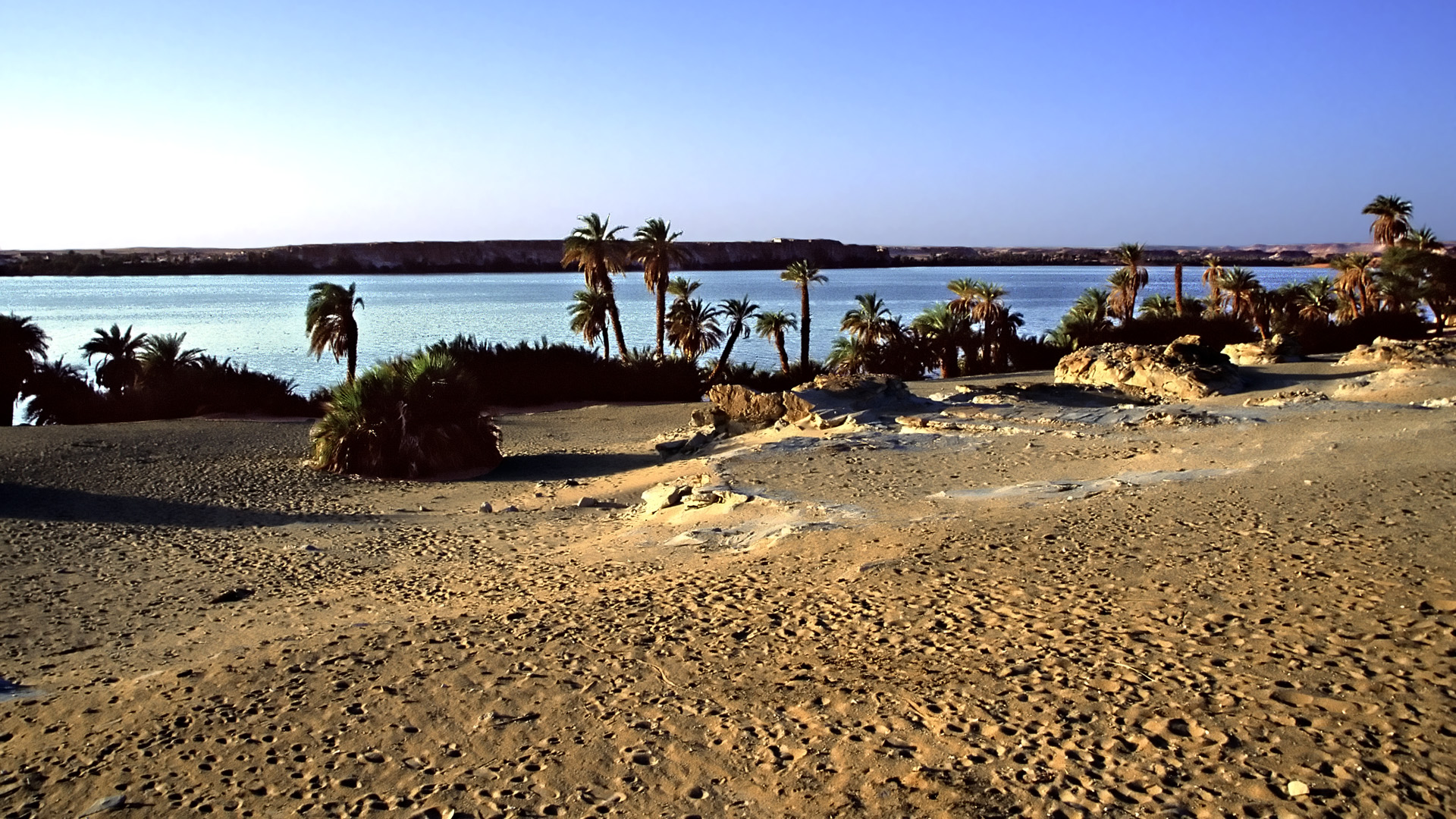
Yoameer met een oppervlakte van 3 km² en een diepte tot 25 m.
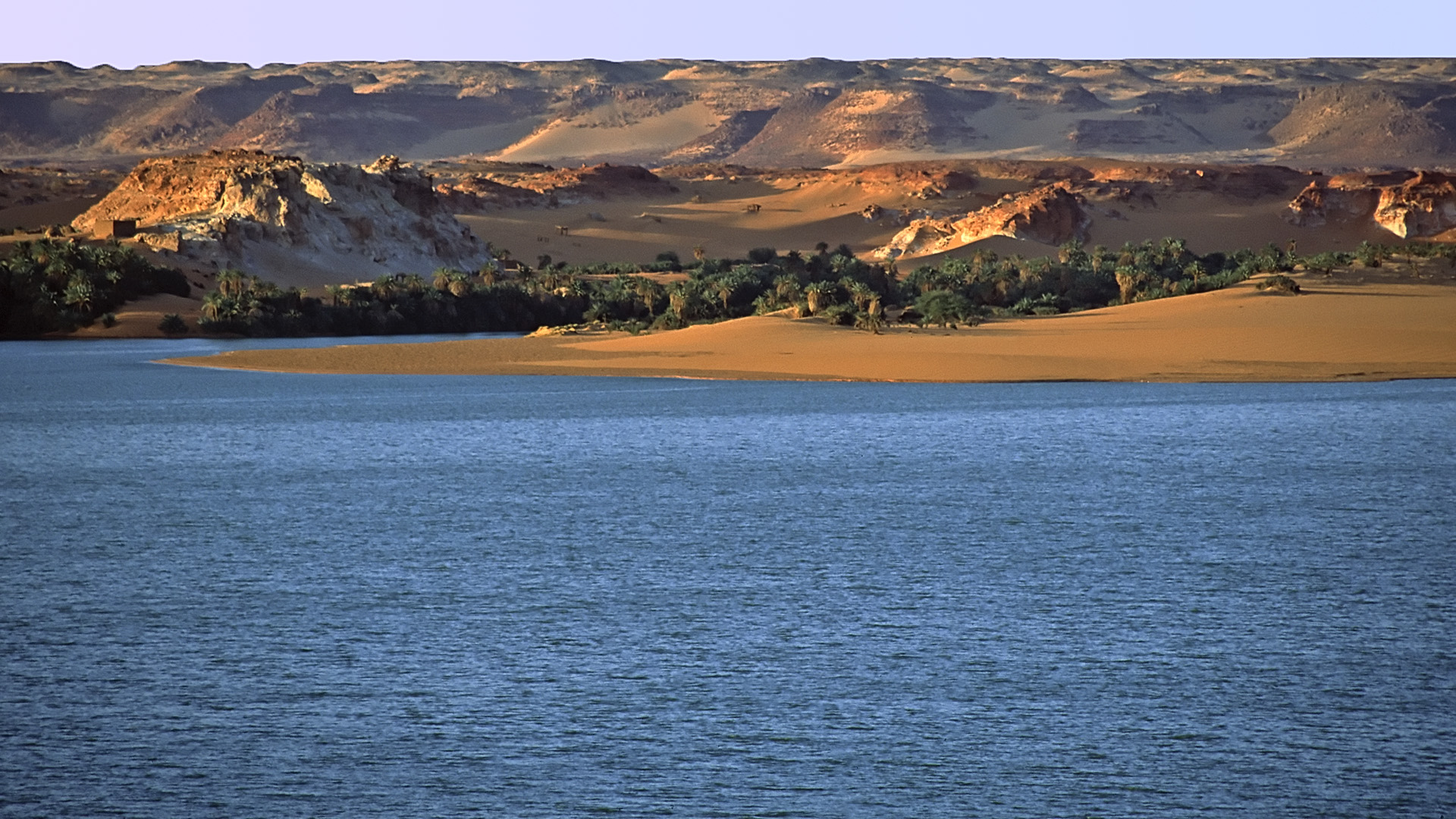
Yoameer, dichtstbijgelegen meer bij Ounianga Kébir 19° 3′ NB, 20° 31′ OL
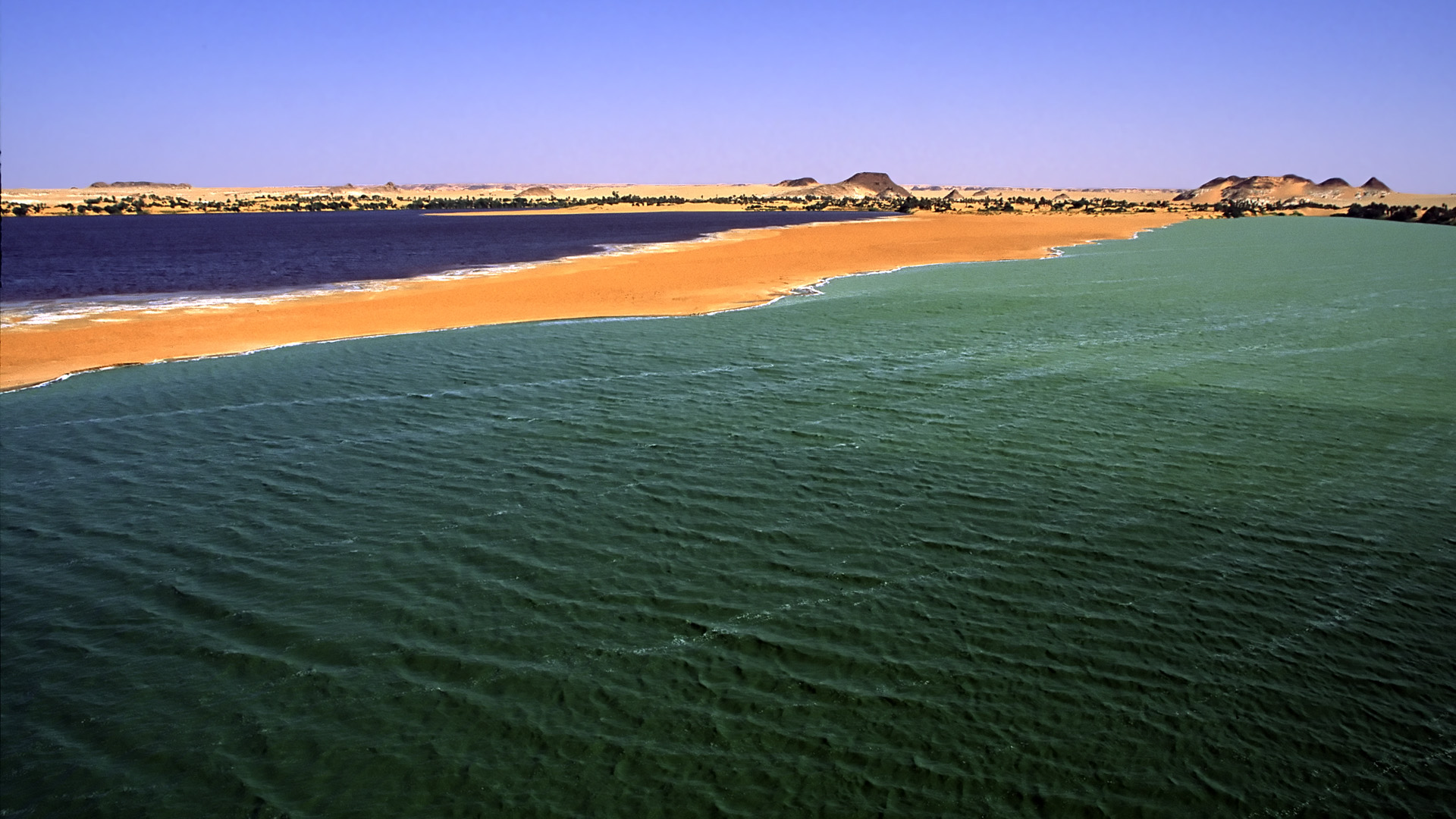
Katammeer, 2,4 km op 1 km 19° 1′ NB, 20° 30′ OL